# Котляр, Юрий Фёдорович
Юрий Фёдорович Котля́р (1917—2008) — русский советский писатель-фантаст. По основной профессии — инженер-электрик. Педагог, кандидат физико-математических наук.

## Биография
Родился в 1917 году в Полтаве.
Работал преподавателем физики в школе. С 1943 по 1962 годы преподавал в педагогических институтах Рязани, Владимира и Пензы, московском архитектурном институте, московском заочном институте текстильной и легкой промышленности. С января 1964 — член Комитета литераторов при Московском отделении Литфонда СССР, член Союза работников культуры.
Скончался в 2008 году в городе Старый Крым.

## Творчество
Начал публиковаться ещё в студенческие годы. Первые произведения относились к научно-популярному жанру, публиковал также фельетоны и очерки. В начале 1960-х годов начал работать в жанре научной фантастики и приключений. Его рассказы и повести печатались в журналах и альманахах «Искатель», «Мир приключений», «На суше и на море», «Уральский следопыт» и т. д., в сборниках фантастики.
Был сторонником весьма консервативной концепции «фантастики ближнего прицела», полагая, что фантастические произведения «должны популяризировать новейшие достижения науки, говорить об открытиях, которые „носятся в воздухе“ и скоро станут достоянием человечества», что «…читательское доверие налагает на писателя-фантаста и повышенную ответственность; он не имеет права бросаться необоснованными утверждениями и сомнительными идеями».
В 1964 году, вместе с двумя другими писателями-фантастами — А. Колпаковым и Г. Чижевским, подписал письмо в ЦК ВЛКСМ, в котором указывалось на неверное идеологическое наполнение книг издательства «Молодая гвардия», высказывались претензии к творчеству братьев Стругацких, Ариадны Громовой, Еремея Парнова и ряда других писателей и критиков, работающих в жанре научной фантастики. Находясь в многолетней оппозиции с братьями Стругацкими, неоднократно критиковал их произведения с идеологических позиций. В свою очередь, А. Н. Стругацкий во внутренних рецензиях оценивал литературный уровень произведений Юрия Котляра крайне низко. Котляр также критиковался за вызывающее поведение, необоснованные политические обвинения. По воспоминаниям Нехамы Вайсман Котляр  "скептик, материалист, умеет грубо острить и за словом в карман не лезет. ..."

## Произведения
- Меня зовут звёзды: Рассказ (1963)
- Последнее повеление Гато: Рассказ (1963)
- Младший пилот: Фантастический рассказ (1964)
- «Тёмное»: Рассказ (1964)
- Болтливый космонавт: Рассказ (1965)
- Кольцо анаконды: Повесть (1965)
- Мечта: Научно-фантастический рассказ (1965)
- Расплата: Памфлет (1965, 1968)
- Звёздные тени: Фантастическая повесть (1966)
- Страх: Рассказ (1966)
- Тайна гор (1970)

### Публицистика
- Котляр Ю. Фантастика и подросток // Молодой коммунист. — 1964. — № 6. — С. 114-120.
- Котляр Ю. Послесловие к предисловию // Октябрь. — 1969. — № 9. — С. 217-219.